# Кулагин, Пётр Сергеевич
Пётр Серге́евич Кула́гин (10 февраля 1928, Акшуат, Ульяновская губерния — 1998, Барнаул) — советский и российский промышленник, предприниматель, генеральный директор Барнаульского станкостроительного завода (1970—1990). Генеральный директор ПО (с 1992 года — ОАО) «Барнаульский станкостроительный завод» (1990—1995), председатель совета директоров данного предприятия с 1995 по 1998 год.
Герой Социалистического Труда (1990), почётный гражданин города Барнаула (1988).

## Биография
Пётр Кулагин родился в селе Акшуат (ныне — Ульяновская область) в крестьянской семье. По национальности — русский. В 1949 году окончил Ульяновский механический техникум, после чего был распределён на завод № 17 Министерства вооружения СССР, располагавшийся в городе Барнаул Алтайского края. Это было оборонное предприятие, занимающееся выпуском патронов различных калибров, а также токарно-винторезных, круглошлифовальных станков, ролико-втулочных цепей. Вплоть до 1953 года он трудился на этом заводе, работал помощником мастера, мастером, старшим мастером и механиком. В эти же годы стал членом КПСС.
В 1953 году был назначен начальником ведущего цеха завода № 17 (позднее — Барнаульского станкостроительного завода) Министерства оборонной промышленности СССР. В 1960 году покинул эту должность, будучи избранным на пост секретаря парткома завода, в должности которого он проработал до 1963 года. Также, в 1962 году без отрыва от производства он окончил Алтайский политехнический институт.
В дальнейшем Кулагин продолжил партийную карьеру — с 1963 по 1968 год работал первым секретарём Октябрьского райкома КПСС города Барнаула, а 1968 по 1970 год — секретарем Барнаульского горкома КПСС.
В 1970 году вернулся на Барнаульский станкостроительный завод Министерства машиностроения СССР (впоследствии, с 1989 по 1991 год — Министерства оборонной промышленности СССР), будучи назначенным на должность директора завода. В 1972 году он окончил Институт управления народным хозяйством при Совете Министров СССР.
В период 70-х и первой половине 80-х годов XX века руководимый Петром Кулагиным завод производил автоматические роторные линии второго поколения, гаммы продольно-фрезерных, электроэрозионных и электрохимических станков, а также новые виды товаров народного потребления. А в конце 1980-х годов им было создано самостоятельное производство по выпуску сложной бытовой техники — первых отечественных стиральных машин с электронным управлением «Алтай-электрон», а также самовсасывающих насосов «Алтай». Кроме того, был налажен выпуск машин и приборов для мясокомбинатов страны, кирпичных прессов, деревообрабатывающих станков.
Отдельное внимание на посту директора Кулагин уделил социальному развитию коллектива предприятия. Так, в 1970-е годы на заводе впервые был разработан комплексный и перспективный план социального развития коллектива. Было возобновлено строительство жилья хозяйственным способом, проведена реконструкция поликлиники с оснащением её необходимым оборудованием, а непосредственно на заводе была открыта аптека и профилакторий «Станкостроитель».
Активно занимался депутатской деятельностью, в течение 20 лет избирался депутатом Алтайского краевого Совета народных депутатов в составе восьми созывов (с 12-го по 16-й и с 19-го по 21-й). Важным его достижением как законодателя можно назвать инициативу по сносу землянок и бараков в Барнауле. После того как эту идею поддержали власти, Кулагин лично активно взялся за организацию на заводе строительной базы. В результате с 1970 по 1990 год в Барнауле были построены магазины, молодежные общежития, свыше 110 тысяч квадратных метров жилого фонда. В частности, посёлок 40 лет Октября был построен именно силами завода, руководимого Петром Кулагиным.
Ряд инициатив Кулагина по городскому благоустройству пережили его самого — его наследием стала летняя торговля квасом в желтых бочках (именно он заложил традицию торговать этим напитком еще на заводе), трамвайные рельсы и стрелки, кованые ажурные ворота (изготовляемые на заводе, благодаря своевременному распоряжению директора о начале производства чугунного литья). Так, оградка у памятника Александру Пушкину в Барнауле также была сделана на Барнаульском станкостроительном заводе.
За высокие производственные достижения предприятия, Пётр Кулагин, как его директор по итогам восьмой (1966—1970), девятой (1971—1975), десятой (1976—1980) пятилеток награждался орденами Трудового Красного Знамени, а по итогам одиннадцатой пятилетки (1981—1985) был награждён орденом Ленина. Двенадцатая и последняя пятилетка (1986—1990) принесла ему звание Героя Социалистического Труда, которое было присвоено Кулагину «закрытым» Указом Президента СССР от 14 ноября 1990 года, с вручением ордена Ленина и золотой медали «Серп и Молот».
В связи с переустройством страны и системы её предприятий, менялись и наименования должностей, занимаемых Петром Кулагиным. С октября 1990 по 1992 год он работал на посту генерального директора производственного объединения «Барнаульский станкостроительный завод». В 1992 году объединение было трансформировано в акционерное общество, и Кулагин продолжил руководить заводом уже в новом юридическом статусе, вплоть до 1995 года. В те годы на базе завода действовал целый ряд совместных и малых предприятий, а также кооперативов — советско-китайское предприятие «SKOMS», малые предприятия «Фурнитура», «Шанс», «Лорх», кооперативы «Экспромт», «Штамп», арендные кооперативы.
Однако, после распада Советского Союза предприятие стало испытывать трудности, а его коллектив переживал сложное время. Виной тому стало разрушение старой хозяйственной системы и потеря старых сырьевых баз и потребителей. Двигаясь по пути перехода к рыночным отношениям, на заводе осуществлялся процесс конверсии производства, изыскивались пути и возможности постановки для производства новых изделий. Так, предприятие в те годы начало производить оборудование, средства и приборы для агропромышленного комплекса страны и Алтайского края: стерилизаторы мяса, измельчители фарша, пресс для производства кирпича и другие подобные машины.
В 1995 году Кулагин был избран председателем Совета директоров АО «БСЗ» (ныне — Холдинговая компания ОАО «БСЗ») и продолжил работу на родном заводе в этой должности до момента собственной смерти.
Пётр Кулагин скончался в 1998 году в Барнауле, где и был похоронен.

## Семья
- Жена — Валентина Кулагина, брак был зарегистрирован ещё в молодости, до распределения на Алтайский край.

## Награды

### Государственные награды
- Герой Социалистического Труда (14 ноября 1990 года)
- 2 ордена Ленина (8 августа 1986 года, 14 ноября 1990 года)
- 4 ордена Трудового Красного Знамени (28 июля 1966 года, 26 апреля 1971 года, 25 марта 1974 года, 10 марта 1981 года) — является одним из 179 кавалеров четырёх орденов Трудового Красного Знамени за всю историю существования данной награды
- почётное звание «Заслуженный машиностроитель РСФСР» (1980)
- медали

### Общественные, ведомственные и муниципальные награды
- Почётный гражданин города Барнаула (1988).
- Почётный профессор Алтайского государственного технического университета имени И. И. Ползунова[2]
- медали

## Память
- 30 ноября 1998 года, решением Барнаульской городской думы, имя П. С. Кулагина было присвоено одной из улиц Барнаула, ранее называвшейся Полевой улицей[3]. Именно на этой улице находятся корпуса БСЗ, долгое время возглавляемого Кулагиным.
- На Барнаульском станкостроительном заводе имя П. С. Кулагина носит цех по сборке патронов, а в заводском музее есть экспозиция, посвященная легендарному директору.
- Многие годы на заводе проводится лыжный турнир имени Петра Сергеевича Кулагина.